# Curtiss-Wright Junior
O Curtiss-Wright CW-1 Junior, originalmente denominado Curtiss-Robertson CR-1 Skeeter, é uma aeronave esportiva leve produzida nos Estados Unidos na década de 1930. A intenção era vendê-lo pelo preço de um automóvel de médio porte da época.
O CW-1 Junior teve dois problemas que interromperam a produção: seu motor radial Szekely SR-3 de três cilindros tendia a expulsar seus cilindros, tão ou mais grave era a configuração por impulsão, com a inusitada posição da hélice que causou acidentes às pessoas que caminhavam até o avião no solo. Alguns CW-1 Junior ainda estavam voando em 2012.

## Projeto e desenvolvimento
Projetado como uma aeronave minimalista e acessível, o CW-1 Junior foi comercializado como "construído para ser vendido pelo preço de um automóvel na classe de preço médio". Os planos da "Curtiss-Robertson" de produzir tal aeronave foram impulsionados pela chegada iminente do Aeronca C-2 e do American Eagle Eaglet ao mercado. Na esperança de competir na mesma categoria, a empresa comprou os direitos do Snyder Buzzard, mas logo descobriu que simplesmente não poderia ser feito para ter um desempenho bom o suficiente. Para substituí-lo, o "Skeeter" foi produzido com um design totalmente novo que manteve a configuração básica do "Buzzard". A aeronave apresentava fuselagem de seção transversal quadrada feita de tubos de aço revestida de tecido. A parte superior da fuselagem foi deixada aberta para criar uma cabine aberta para o piloto e um passageiro sentado em tandem. O minúsculo motor "empurrador" foi montado na superfície superior de uma asa parasol. O material rodante era do tipo roda traseira fixa.

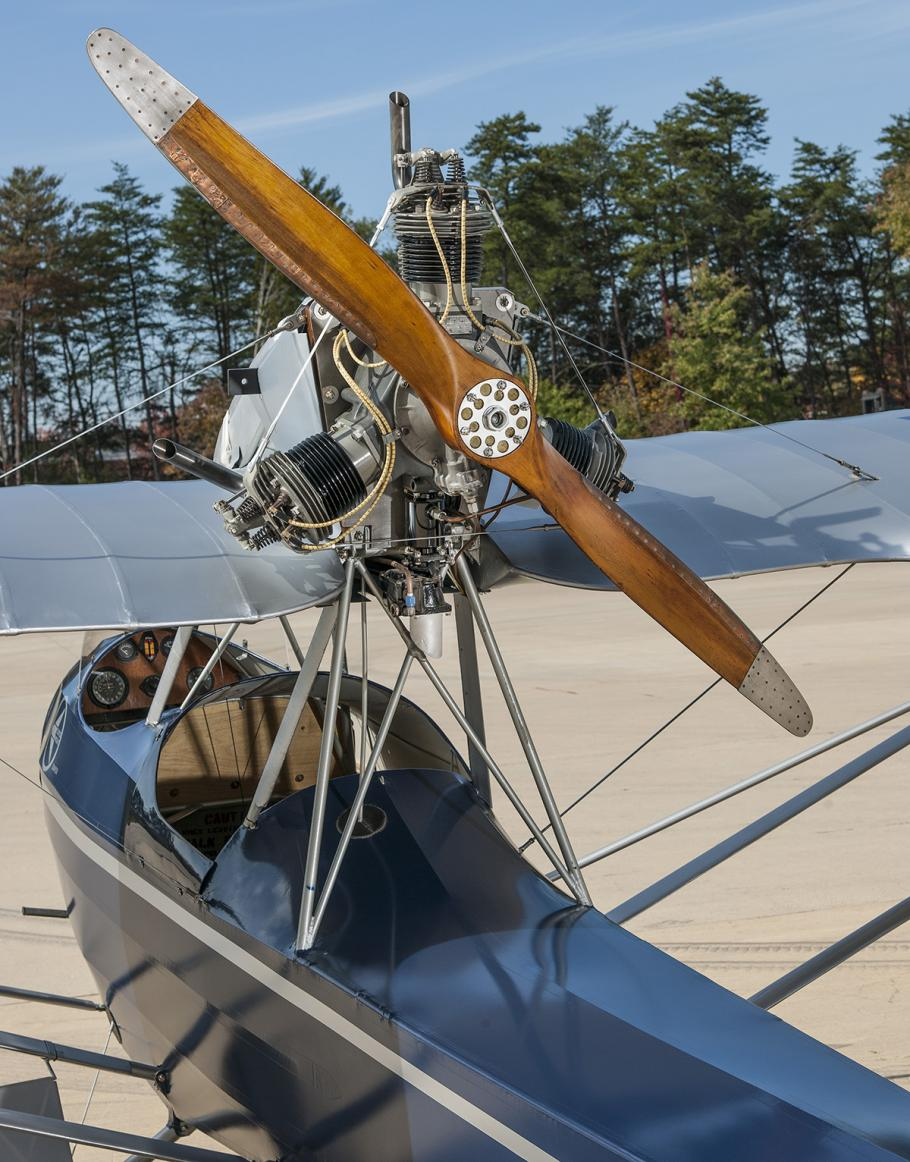
Vista da hélice e da cabine do CW-1 Junior.

Quando a aeronave estava pronta para o mercado em 1931, a empresa-mãe da "Curtiss-Robertson", a "Curtiss", havia se fundido com a "Wright" criando a "Curtiss-Wright", e o "Skeeter" recebeu a nova designação e nome CW-1 Junior. As vendas foram altas em 1931, com cerca de 270 aeronaves vendidas a US$ 1.490 cada, mas o sucesso não durou muito. O arranjo da "hélice empurradora" era a fonte de dois problemas sérios. Primeiro, o motor escolhido, o motor radial Szekely SR-3 de três cilindros, tinha uma tendência notável para expulsar os cilindros. Na configuração de "motor empurrador", isso resultava no cilindro ser arremessado contra a hélice. Enquanto os proprietários do CW-1 Junior "resolviam" este problema enrolando um cabo de aço ao redor do motor de modo que qualquer cilindro lançado ficasse no lugar até que a aeronave estivesse em segurança no solo (algumas fontes sugerem que o cabo de aço também foi adicionado para amortecer as vibrações do motor e, assim, reduzir taxa de falha), o segundo problema não foi resolvido tão facilmente. A postura baixa do Junior no solo e a presença de uma hélice em uma posição onde as pessoas não estavam acostumadas a encontrá-la levaram a uma série de acidentes em que as pessoas no solo (principalmente passageiros desembarcando da aeronave) simplesmente caminhavam na direção da hélice girando. Esses problemas, combinados com um acidente fatal altamente divulgado, representaram o fim da comercialização do CW-1 Junior. No início de 1932, as vendas praticamente pararam e a matriz da "Curtiss-Wright" decidiu encerrar a produção.

## Histórico operacional
Vários CW-1 Junior ainda eram pilotados por proprietários e pilotos privados em 2012. Vários deles são preservados como aeronaves de museu, alguns em condições de vôo. Coleções contendo exemplos incluem o National Air and Space Museum, o Fantasy of Flight, o Old Rhinebeck Aerodrome, o "Yesterday's Flyers" e o "Pioneer Flight Museum". O exemplar exibido nesse último museu é um dos poucos experimentalmente equipado com o motor radial Salmson AD-9 francês de 45 hp (33,56 kW). O tanque de combustível neste exemplar é em forma de cone.

## Galeria

Várias vistas de exemplares do CW-1 Junior.
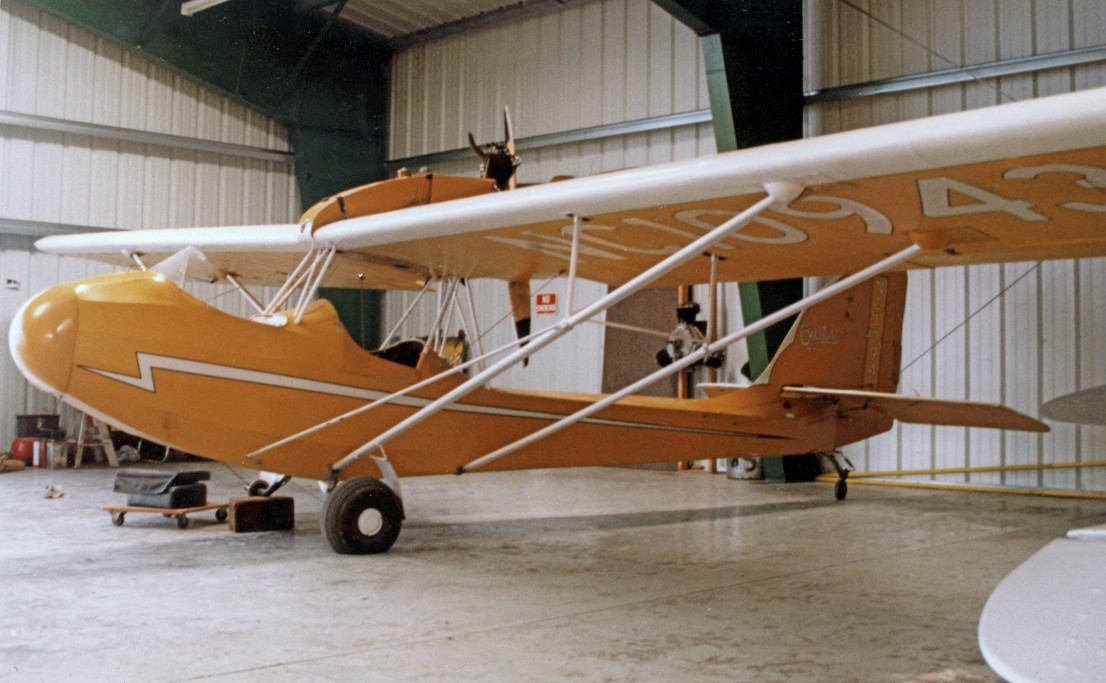
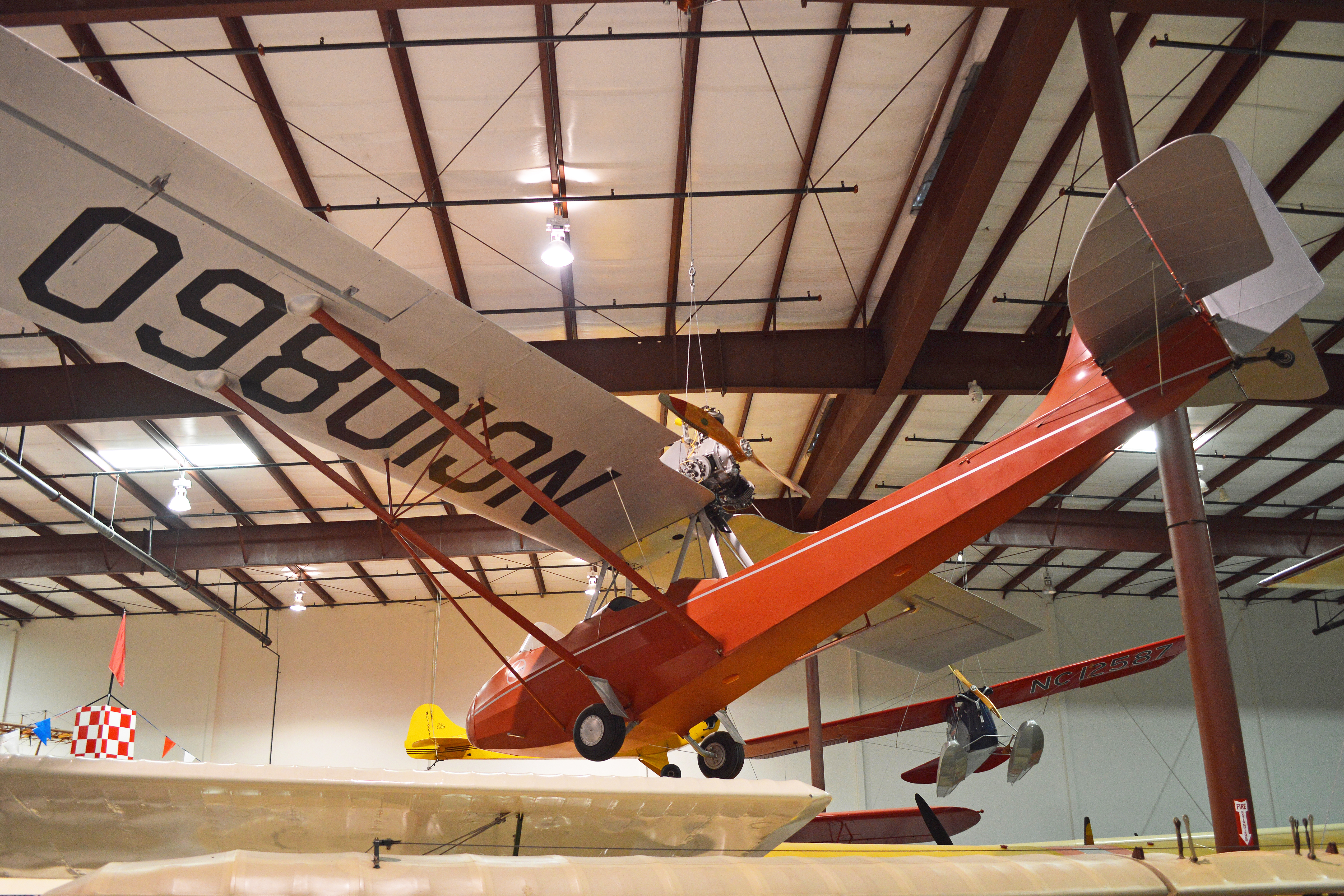
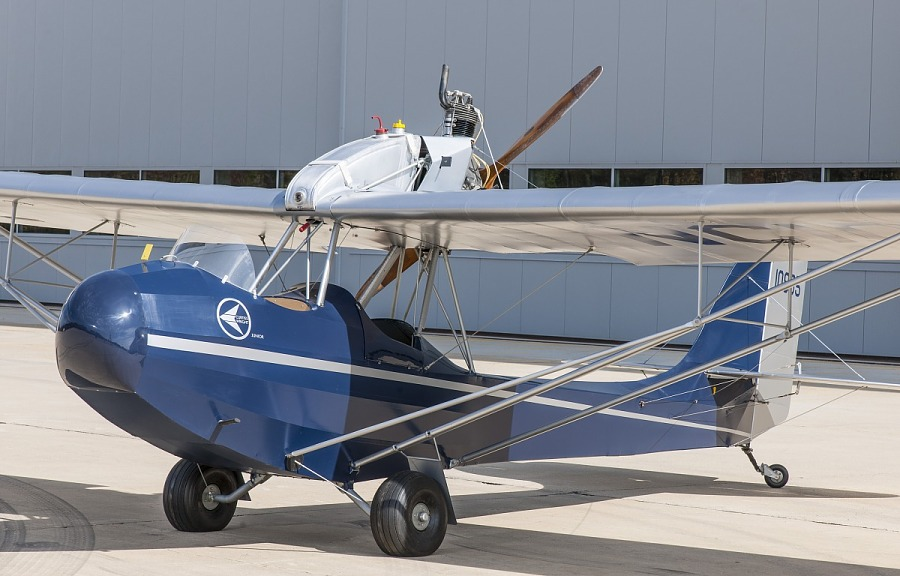
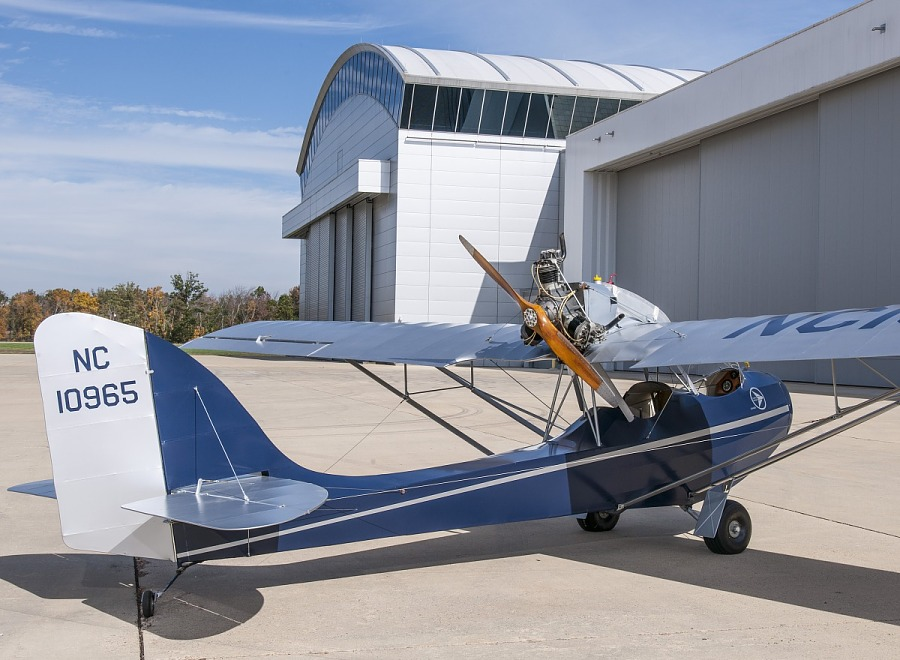
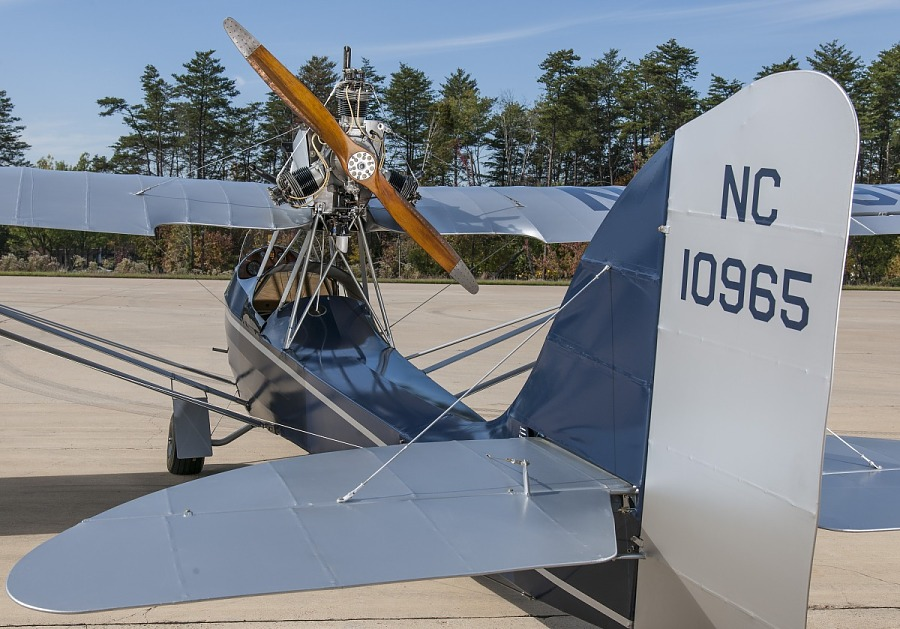
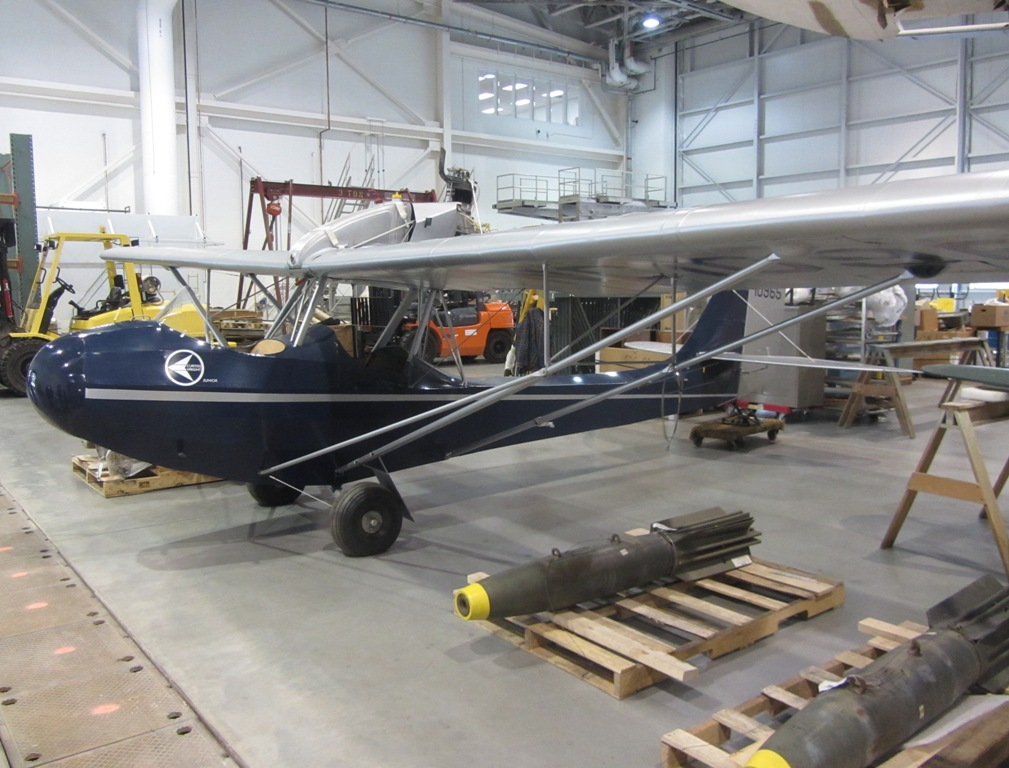

## Especificações (CW-1)
Dados de: Curtiss Aircraft 1907–1947
Descrições gerais
- Tripulação: 1 piloto
- Capacidade: 1 passageiro
- Comprimento: 6,48 m (21 ft)
- Envergadura: 12,04 m (40 ft)
- Altura: 2,24 m (7,3 ft)
- Área alar: 16,4 m² (177 ft²)
- Peso vazio: 259 kg (571 lb)
- Peso bruto (carregado): 442 kg (974 lb)

Motorização
- Número de motores: 1x
- Tipo do motor: Szekely SR-3 de 150 hp (112 kW)
- Potência por motor: 45 hp (33,6 kW)
- Descrição do propulsor/hélice: Hélice de 2 pás em configuração por impulsão

Performance
- Velocidade máxima: 130 km/h (80,8 mph)
- Alcance: 320 km (199 mi)
- Razão de subida: 3.0 m/s
- Tecto de serviço: 370 m (1 210 ft)